# Книшівська Гора (заказник)
Книшівська гора — ботанічний заказник місцевого значення в Україні. Розташований на схід від с. Книшівка Гадяцького району Полтавської області.
Площа - 159 га. Створено згідно з Рішенням Полтавського облвиконкому від 17.04.1992 № 74. Перебуває у користуванні ДП «Гадяцький лісгосп» (Краснолуцьке лісництво, кв. 67-69).
Охороняється лісовий масив на правому корінному березі річки Псел із угрупованнями кленово-липово-дубових та ясенево-дубових лісів з багатою флорою і фауною. Трапляється 3 види рідкісних рослин та 18 видів рідкісних тварин.
Входить до складу Гадяцького регіонального ландшафтного парку.